# امانوئل (رمان)
برای اقتباس فیلم، امانوئل را ببینید.
امانوئل (معروف به امانوئل: لذات زنانه) و (به انگلیسی: Emmanuelle: The Joys of a Woman) رمانی اروتیک از امانوئل آرسان است که در اصل به زبان فرانسوی (Emmanuelle: L'anti vierge) نوشته شده و اگر چه تاریخ رسمی انتشار معمولاً ۱۹۶۷ذکر می‌شود، اما در واقع این رمان برای اولین بار در سال ۱۹۵۹بدون نام نویسنده به‌طور مخفیانه در فرانسه منتشر و توزیع شد. این رمان در سال ۱۹۷۱ توسط «می فلاور بوکس» به انگلیسی ترجمه و منتشر شد.
این رمان یک شبه اتوبیوگرافی است؛ و همسران واقعی نویسنده لوئیز-ژاک و رولت-آندریان هستند، که ادعا شده‌است که هر دو همسر ممکن است در این کار مشارکت داشته باشند. این رمان مجموعه ای از فانتزی‌های شهوانی صریح نویسنده است که در آن با چندین زن و مرد - اغلب ناشناس - و همچنین همسرش رابطه جنسی برقرار می‌کند. رمان به صورت اول شخص نوشته شده‌است و خواننده حوادث را کاملاً از چشم قهرمان ماجراجوی جنسی می‌بیند. این کتاب فروش زیادی داشت و در سال ۱۹۷۵ توسط فرانسیس جاکوبتی تبدیل به فیلمی به همین عنوان گردید.
این کتاب دو دنباله چاپی داشت و چندین دنباله سینمایی برای آن ساخته شد. موضوع اصلی رمان، تضاد بین نیاز امانوئل به عشق (همان‌طور که در روابطش با همسرش ژان و رولت مشخص می‌شود) و اروتیسم ذاتی او (همان‌طور که در برخوردهای جنسی با مردان ناشناس و همچنین لز او با آناماریا نشان داده می‌شود) است. ماریو در فصل پنجم رمان «قانون» به دنبال این است که به صورت فلسفی به این موضوع بپردازد و استدلال می‌کند که تسلیم شدن در برابر اروتیسم، او را آزاد می‌کند. فصل آخر داستان شروع این روند را نشان می‌دهد که در ادامه رمان در سال ۱۹۷۶ ادامه پیدا می‌کند.
برای مطالعه خلاصه داستان رمان اینجا را ببینید.